# Primi ministri delle Isole Salomone
Dal 1978, la lista dei Primi ministri delle Isole Salomone è la seguente:

## Lista (1978–presente)
| No. | Nome                              | Mandato          | Mandato          | Mandato            | Partito politico                                                                         | Partito politico |
| No. | Nome                              | Inizio           | Fine             | Durata             | Partito politico                                                                         | Partito politico |
| --- | --------------------------------- | ---------------- | ---------------- | ------------------ | ---------------------------------------------------------------------------------------- | ---------------- |
| 1   | Peter Kenilorea (1943–2016)       | 7 luglio 1978    | 31 agosto 1981   | 3 anni, 74 giorni  | Partito Unito delle Isole Salomone                                                       |                  |
| 2   | Solomon Mamaloni (1943–2000)      | 31 agosto 1981   | 19 novembre 1984 | 3 anni, 80 giorni  | People's Alliance Party                                                                  |                  |
| (1) | Sir Peter Kenilorea (1943–2016)   | 19 novembre 1984 | 1 dicembre 1986  | 2 anni, 12 giorni  | Partito Unito delle Isole Salomone                                                       |                  |
| 3   | Ezekiel Alebua (1947–2022)        | 1 dicembre 1986  | 28 marzo 1989    | 2 anni, 118 giorni | Partito Unito delle Isole Salomone                                                       |                  |
| (2) | Solomon Mamaloni (1943–2000)      | 28 marzo 1989    | 18 giugno 1993   | 4 anni, 82 giorni  | People's Alliance Party / Group for National Unity and Reconciliation                    |                  |
| 4   | Sir Francis Billy Hilly (1948–)   | 18 giugno 1993   | 7 novembre 1994  | 1 anno, 141 giorni | Indipendente / National Coalition Partnership                                            |                  |
| (2) | Solomon Mamaloni (1943–2000)      | 7 novembre 1994  | 27 agosto 1997   | 2 anni, 293 giorni | Group for National Unity and Reconciliation                                              |                  |
| 5   | Bartholomew Ulufa'alu (1950–2007) | 27 agosto 1997   | 30 giugno 2000   | 2 anni, 307 giorni | Partito Liberale delle Isole Salomone – Alleanza per il Cambiamento delle Isole Salomone |                  |
| 6   | Manasseh Sogavare (1955–)         | 30 giugno 2000   | 17 dicembre 2001 | 1 anno, 169 giorni | People's Progressive Party                                                               |                  |
| 7   | Allan Kemakeza (1950–)            | 17 dicembre 2001 | 20 aprile 2006   | 4 anni, 124 giorni | People's Alliance Party                                                                  |                  |
| 8   | Snyder Rini (1949–)               | 20 aprile 2006   | 4 maggio 2006    | 14 giorni          | Associazione dei Membri Indipendenti                                                     |                  |
| (6) | Manasseh Sogavare (1955–)         | 4 maggio 2006    | 20 dicembre 2007 | 1 anni, 229 giorni | Solomon Islands Social Credit Party                                                      |                  |
| 9   | Derek Sikua (1959–)               | 20 dicembre 2007 | 25 agosto 2010   | 2 anni, 248 giorni | Partito Liberale delle Isole Salomone                                                    |                  |
| 10  | Danny Philip (1953–)              | 25 agosto 2010   | 16 novembre 2011 | 1 anno, 83 giorni  | Reform Democratic Party                                                                  |                  |
| 11  | Gordon Darcy Lilo (1965–)         | 16 novembre 2011 | 9 dicembre 2014  | 3 anni, 23 giorni  | National Coalition for Reform and Advancement                                            |                  |
| (6) | Manasseh Sogavare (1955–)         | 9 dicembre 2014  | 15 novembre 2017 | 2 anni, 340 giorni | Indipendente                                                                             |                  |
| 12  | Rick Houenipwela (1958–)          | 15 novembre 2017 | 24 aprile 2019   | 2 anni, 160 giorni | Partito dell'Alleanza Democratica                                                        |                  |
| (6) | Manasseh Sogavare (1955–)         | 24 aprile 2019   | 2 maggio 2024    | 5 anni, 8 giorni   | Partito Proprietà, Unità e Responsabilità                                                |                  |
| 13  | Jeremiah Manele (1968–)           | 2 maggio 2024    | in carica        |                    | Partito Proprietà, Unità e Responsabilità                                                |                  |